# Elói Chaves
Eloi de Miranda Chaves (Pindamonhangaba, 27 de dezembro de 1875 — São Paulo, 18 de abril de 1964) foi um advogado formado pela Faculdade de Direito do Largo São Francisco, empresário, banqueiro, proprietário rural e político brasileiro.

## História
Nascido em Pindamonhangaba, filho do coronel local José Guilherme de Miranda Chaves (fazendeiro, comerciante e um dos provedores da Santa Casa local). Chaves foi enviado para o Rio de Janeiro onde realizou seus estudos primários e secundários no Colégio Menezes Vieira. Elói Chaves ingressou na Faculdade de Direito do Largo de São Francisco e formou-se na turma de 1895. Pouco tempo depois, foi nomeado promotor público na comarca de São Roque. Em pouco tempo transferiu-se para Jundiaí onde passou a exercer a advocacia. Ali iniciou sua carreira política e empresarial.

### Na política
Elói Chaves foi eleito vereador de Jundiaí em 1897, pelo Partido Republicano Paulista (PRP). Em 1902 lançou-se candidato a deputado federal, logrando êxito. Na Câmara dos Deputados, foi um dos defensores da modernização da Marinha. Em 1905 foi um dos defensores da Missão Militar Francesa na Força Pública de São Paulo. Após exercer quatro mandatos seguidos na Câmara, afastou-se para assumir a Secretaria de Justiça do estado de São Paulo.

### Secretário de Justiça
Convidado por Rodrigues Alves, assumiu a secretaria de justiça do estado de São Paulo. Em sua gestão foi concluída a Missão Militar Francesa, por conta da eclosão da Primeira Guerra Mundial. Permaneceu na secretaria no governo de Altino Arantes. Durante a Greve geral de 1917, Chaves ordenou a Força Pública reprimir o movimento grevista. Essa ação revelou-se desastrosa quando em 9 de julho de 1917, durante um protesto, o operário José Martinez foi morto pela cavalaria da Força Pública no Brás. A morte desencadeou uma onda de protestos violentos e uma greve de setenta mil trabalhadores e inspirou alguns membros da Força Pública anos mais tarde a participar do Movimento Tenentista.Chaves acabou influenciado pela greve e foi um dos intermediadores do acordo geral que pôs fim ao movimento. Desgastado, acabou deixando a secretaria em dezembro de 1918 e assumiu um novo mandato na Câmara dos Deputados.

### Retorno à Câmara
Inspirado pela Greve de 1917, Chaves lançou o projeto de lei sobre a criação de um fundo previdenciário para os trabalhadores, precursor da Previdência Social.

## Vida empresarial
Representando os interesses de sua família produtora de café, Chaves fez parte da fundação do Banco do Commércio e Indústria de São Paulo S.A em 1889, que se tornou o principal banco dos cafeicultores paulistas. Em meados da década de 1970, seu filho Vail Chaves tornou-se vice-presidente do banco.
Posteriormente Chaves ampliou seus negócios investindo em geração de energia , criando a Empresa Luz e Força de Jundiaí em 1902. Em 1910 adquiriu a Companhia Jundiahyana de Tecidos e Cultura S/A do conde de Parnaíba e a rebatizou Tecelagem São Bento. Em 1912, em associação com o empresário português Antônio Cintra Gordinho e o engenheiro alemão Hermman Braune, constituiu a Cia. Ermida de Papel e Celulose, também em Jundiaí. No mesmo ano, ele tornou-se um dos maiores acionistas da S.A. Central Elétrica Rioclarense, proprietária da usina hidrelétrica Corumbataí naquela época. Esta usina localiza-se na cidade de Rio Claro. Também adquiriu as Empresa Força e Luz de Mogi Mirim, Empresa Melhoramentos de Mogi-Guaçu e Companhia Luz e Força Jacutinga.
Em 1927 vendeu o controle acionário da Empresa Luz e Força de Jundiaí para a São Paulo Tramway, Light and Power Company, que se consolidava como empresa monopolista.
Ao mesmo tempo, Chaves foi um dos maiores produtores de café brasileiros, manteve algumas das maiores fazendas do mundo, destacando-se a Fazenda Ermida, em Jundiaí. Além do café, eram notórias as vastas regiões de plantio de eucalipto, cana-de-açúcar e laranja mantidas por ele e sua família em todo o interior do estado de São Paulo.

### Fundação FAACG
Fundada em 1957 a Fundação Antonio- Antonieta Cintra Gordinho, pelo casal Antonio e Antonieta Cintra Gordinho (filha de Eloy Chaves), tem como objetivo prestar assistência à criança desamparada, apoiar creches e clínicas pré e pós-natal, oferecer bolsas.  O CETEC (Centro de Educação Tecnológica Eloy Chaves) é a Unidade da fundação que elabora e executa cursos técnicos e profissionalizantes de Iniciação Profissional e Formação Continuada, os quais são oferecidos tanto para os alunos do ensino médio da Escola Antonio Cintra Gordinho e comunidade.

### Museu Eloy Chaves
A Fazenda Ermida está localizada em Jundiaí, ao pé da Serra do Japi, em uma área de preservação ambiental da Mata Atlântica. A casa-sede construída por volta de 1860 abriga o Museu Eloy Chaves e possui acervo cultural representativo que remonta ao século XVII.